# 아테네 대학교

아테네 대학교

아테네 대학교는 그리스 아테네에 있는 대학교이다. 정식 명칭은 아테네 국립 카포디스트리아스 대학교(그리스어: Εθνικό και Καποδιστριακό Πανεπιστήμιο Αθηνών)이다. 대학교 이름은 그리스 독립 전쟁의 지도자였던 요안니스 카포디스트리아스를 기념하기 위해 붙여진 이름이다.
1837년 5월 3일 그리스의 오톤 국왕에 의해 설립되었으며 동부 지중해 지역에서 가장 오래된 대학이다. 1841년에는 덴마크의 건축가인 크리스티안 한센(Christian Hansen)이 설계한 대학교 건물이 준공되었다.